# Emanuele Curzel
Emanuele Curzel (Levico Terme, 25 de junho de 1967) é um professor, medievalista, paleógrafo e historiador italiano, uma referência na área da história da Igreja Católica no Trentino-Tirol na Idade Média e seu legado documental.

## Biografia
Nascido em Levico em 25 de junho de 1967, graduou-se com louvor em Letras e Filosofia em 1990 pela Universidade de Trento com a monografia Ricerche sul Capitolo della cattedrale di Trento alla metà del Quattrocento, em 1995 concluiu o doutorado na Universidade Católica do Sagrado Coração de Milão, apresentando a tese Il Capitolo della cattedrale di Trento dal XII secolo al 1348, e em 1996 obteve a licenciatura em Ciências Religiosas pela Faculdade Teológica da Itália Setentrional. Em 2002 concluiu pós-doutorado na Universidade de Verona.
Leciona na Escola de Arquivística, Paleografia e Diplomática do Arquivo de Estado de Bolzano e no Instituto Superior de Ciências Religiosas de Bolzano, e na Universidade de Trento é pesquisador e professor, atuando nas áreas de Paleografia, História Medieval e História do Cristianismo e das Igrejas. Na universidade também desempenha as funções de delegado do reitor nos Serviços e Relações com os Estudantes e membro da Comissão para o Direito ao Estudo e a Valorização do Mérito.
Já orientou mais de 40 trabalhos de graduação e pós-graduação, é colaborador das revistas Studi Trentini di Scienze Storiche e Rivista di Storia della Chiesa in Italia, correspondente da revista Geschichte und Region/Storia e regione, e desde 2010 é o editor da revista Studi Trentini. Storia. Colabora no projeto 100 Anos de Pesquisa Histórica na Euorregião Tirol-Tirol do Sul-Trentino, na rede arquivística Ecclesiae Venetae e no Sistema Informativo Unificado da Superintendência Arquivística do Ministério de Bens e Atividades Culturais da Itália, é sócio efetivo e editor ad hoc da Accademia Roveretana degli Agiati, sócio da Sociedade de Estudos Trentinos de Ciência Histórica e da Associação Internacional para a Pesquisa sobre os Santuários, membro do Conselho Administrativo do Centro de Documentação de Luserna e do Comitê Científico do Centro de Estudos e Pesquisa Antonio Rosmini.
Participou da pesquisa e curadoria da exposição L'invenzione del colpevole (A invenção do culpado), tratando do assassinato de Simão de Trento (1472–1475), que foi na época atribuído a judeus. A mostra recebeu o Grande Prêmio no European Heritage Awards de 2021, oferecido pela Comissão Europeia.
Mantém ainda atividade social como membro do Conselho da Comunidade do Vale dos Lagos, seção Alta Valsugana-Bersntol,  do Conselho Diocesano para Questões Ecológicas, e tem se destacado como porta-voz dos comitês que lutam contra a reabertura da autoestrada A31, que há mais de 50 anos está envolta em controvérsia.

## Publicações
Suas principais contribuições como pesquisador estão na área da história da Igreja Católica no antigo Principado de Trento e no Tirol, enfocando suas estruturas institucionais, sua produção documental e suas relações com as comunidades rurais medievais. Também trabalha com a transcrição e edição crítica de antigos códices e manuscritos. Tem uma extensa bibliografia publicada e é um pesquisador reconhecido em sua área de atividade.
A edição do Codex Vangianus que fez junto com Gian Maria Varanini recebeu diversas resenhas positivas. Publicada em 2007 sob o título Codex Wangianus: i cartulari della Chiesa trentina (secoli XIII-XIV), contando com colaborações de outros pesquisadores, é precedida de uma extensa análise critica que incluiu uma reconstrução da história da confecção do códice, um dos mais importantes cartulários do Principado de Trento, sua conservação ao longo dos séculos, sua repercussão histórica, política e historiográfica, bem como análises sobre aspectos paleográficos e diplomatísticos e interpretação de novas evidências arquivísticas e arqueológicas. Com dois volumes, totalizando mais de 1.300 páginas, a edição foi qualificada como "monumental" por Herwig Weigl. Seu lançamento marcou a apresentação pública do Codex Vangianus recentemente restaurado e os 800 anos da subida ao trono do seu mentor, o príncipe-bispo Federico Vanga, e foi acompanhado por uma exposição de itens históricos relacionados ao tema, também curada por Curzel, patrocinada pela Superintendência dos Bens Históricos e Artísticos e a Fundação Bruno Kessler, e pelo lançamento de um catálogo da exposição com ensaios críticos de outros autores a respeito desta edição, da história das edições do códice, do bispo e da cultura material de sua época. Para Maureen Miller, junto com o complemento do catálogo, a edição do códice ofereceu uma oportunidade para os historiadores articularem uma visão nova sobre o episcopado trentino no século XIII. Para Stefano Malfatti, os ensaios biográficos apresentados sobre os notários envolvidos na confecção e cópia dos documentos compilados no cartulário "representam sem dúvida o mais importante momento de reflexão sobre a atividade dos notários que gravitavam em torno dos bispos de Trento". Escrevendo 12 anos depois do lançamento, Jeannette Graulau disse que a edição "expandiu grandemente o estudo da história de Trento".
Outras publicações de destaque são: Chiese trentine (2005); Storia della Chiesa in Alto Adige (2014); Trento (2013), uma exaustiva descrição da produção documental registrada em Trento; I canonici e il Capitolo della cattedrale di Trento dal XII al XV secolo (2001) e La documentazione dei vescovi di Trento (XI secolo-1218) (2011, com Gian Maria Varanini), estudos de referência sobre o sistema de produção e conservação documental do Capítulo da Catedral de Trento na Idade Média.
Le pievi trentine: Trasformazioni e continuità nell'organizzazione territoriale della cura d'anime dalle origini al XIII secolo (studio introduttivo e schede) (1999) foi elogiada em resenha de Armand Citarella pelo seu caráter inédito de levantamento sistemático sobre as origens das paróquias trentinas e como uma contribuição fundamental e há muito esperada para o conhecimento do tema. Sintesi di storia della Chiesa. Date, nomi, eventi (2007) é uma cronologia da história da Igreja trentina, destacada por Paolo Marangon pela sua erudição e ao mesmo tempo pela sua escrita acessível: "É preciso reconhecer que Curzel não se limita a redigir mais um dos muitos manuais de história da Igreja que já existem no mercado: na realidade, tenta uma operação mais acessível e ao mesmo tempo mais original e ambiciosa, porque tentar fazer um sumário, para cada data e cada nome, dizendo todo o essencial, ou quase, é por si mesmo uma verdadeira empreitada".